# Merremia pierrei
Merremia pierrei là một loài thực vật có hoa trong họ Bìm bìm. Loài này được (Gagnep.) P.H. HÃ´ mô tả khoa học đầu tiên năm 1993.